# راي سلاتر
راي سلاتر (بالإنجليزية: Ray Slater)‏ (22 أغسطس 1931 في المملكة المتحدة - 1 أكتوبر 2005) هو لاعب كرة قدم بريطاني في مركز الهجوم. لعب مع نادي تشيسترفيلد ونادي بليث سبارتانز ونادي غيتزهد ونادي ساوث شيلدز ‏.